# Elezioni politiche nel Regno di Sardegna del 1848
Le elezioni politiche nel Regno di Sardegna del 1848 si svolsero in momenti diversi: il 17 aprile 1848 in Sardegna, il 27 aprile nei collegi di terraferma, il 20 giugno nei territori di Piacenza e il 20 luglio nei territori di Parma annessi con atto rivoluzionario; i ballottaggi erano previsti per legge il giorno successivo.

## Sistema di voto
Le elezioni del 1848 si svolsero sulla base della legge elettorale del Regno di Sardegna del 17 marzo 1848, che riconosceva il diritto di voto agli uomini di età superiore a 25 anni, alfabeti e che pagassero un certo ammontare di tasse (40 lire nuove di Piemonte l'anno).
Il sistema elettorale era un classico maggioritario a doppio turno con collegi uninominali (204 collegi più 18): nel singolo collegio risultava eletto al primo turno il candidato che otteneva più del 50% dei voti espressi e un numero di voti pari almeno ad un terzo degli aventi diritto al voto, altrimenti si teneva il ballottaggio. Complessivamente gli aventi diritto al voto erano 82 369 (pari all'1,70% della popolazione residente) e i votanti 53 924 (pari al 65,50% degli aventi diritto).

## Partecipazione al voto
|                       | totale | percentuale (%) | percentuale (%)  |
| --------------------- | ------ | --------------- | ---------------- |
| Iscritti alle liste   | 82 369 |                 |                  |
| Votanti               | 53 924 | 65,5            | (su n. elettori) |
| Voti validi           | 36 374 | 64,5            | (su n. votanti)  |
| Voti non validi       |        |                 | (su n. votanti)  |
| di cui schede bianche |        |                 | (su n. votanti)  |

Il numero di voti validi può risultare sottostimato, poiché i risultati ufficiali pubblicati nel 1898, se confrontati con i verbali di approvazione negli atti parlamentari, in alcuni casi non riportano il numero di voti dispersi o i nominativi di candidati che ottennero pochi voti.